# Apă distilată

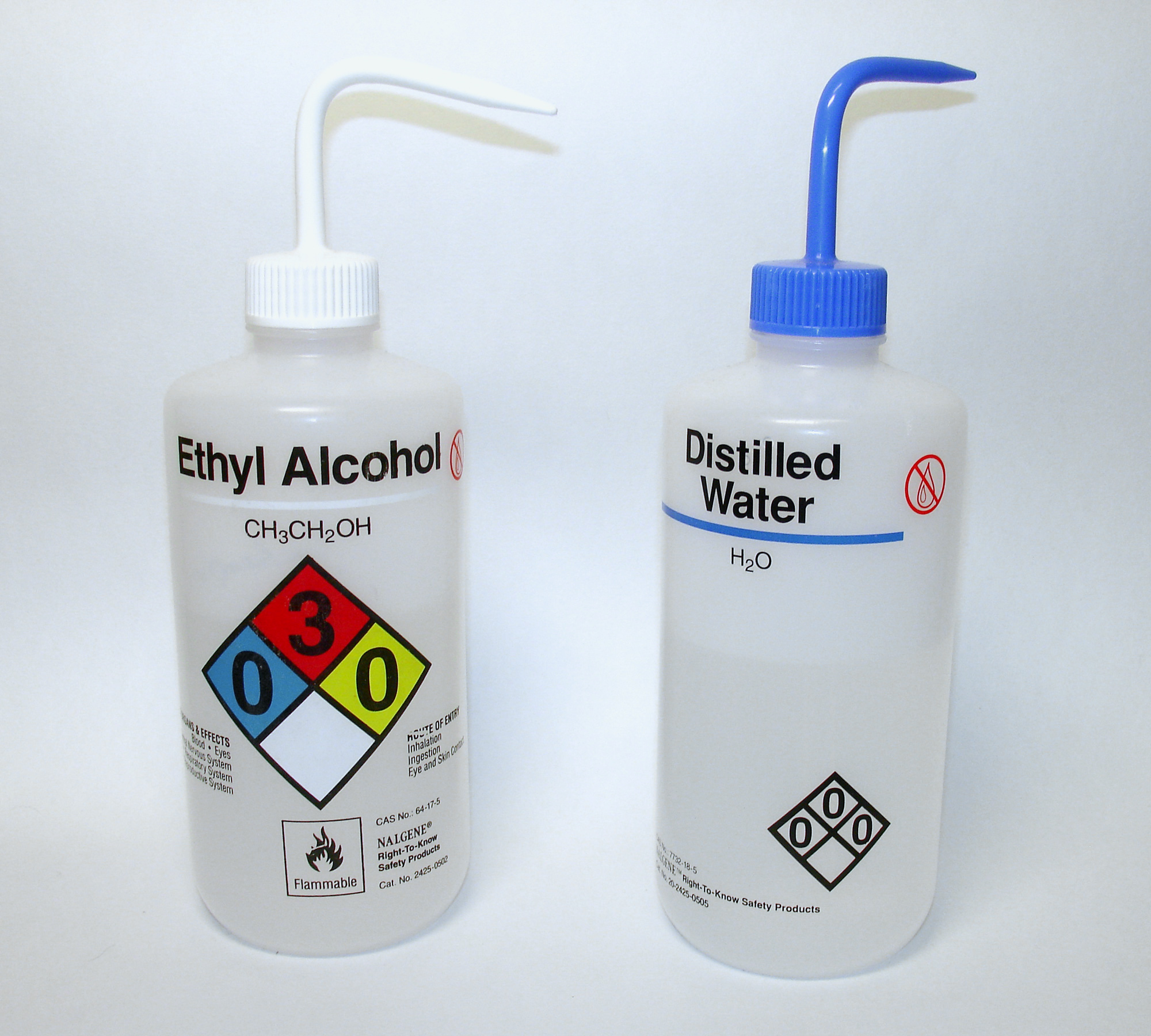
Pisetă cu apă distilată, folosită în laborator (dreapta)

Apa distilată este apa din care impuritățile au fost eliminate prin procesul de distilare, care presupune fierberea apei (vaporizarea) și apoi condensarea vaporilor obținuți într-un anumit recipient. De asemenea, alte procese de obținere includ deionizarea și osmoza inversă.

## Obținere

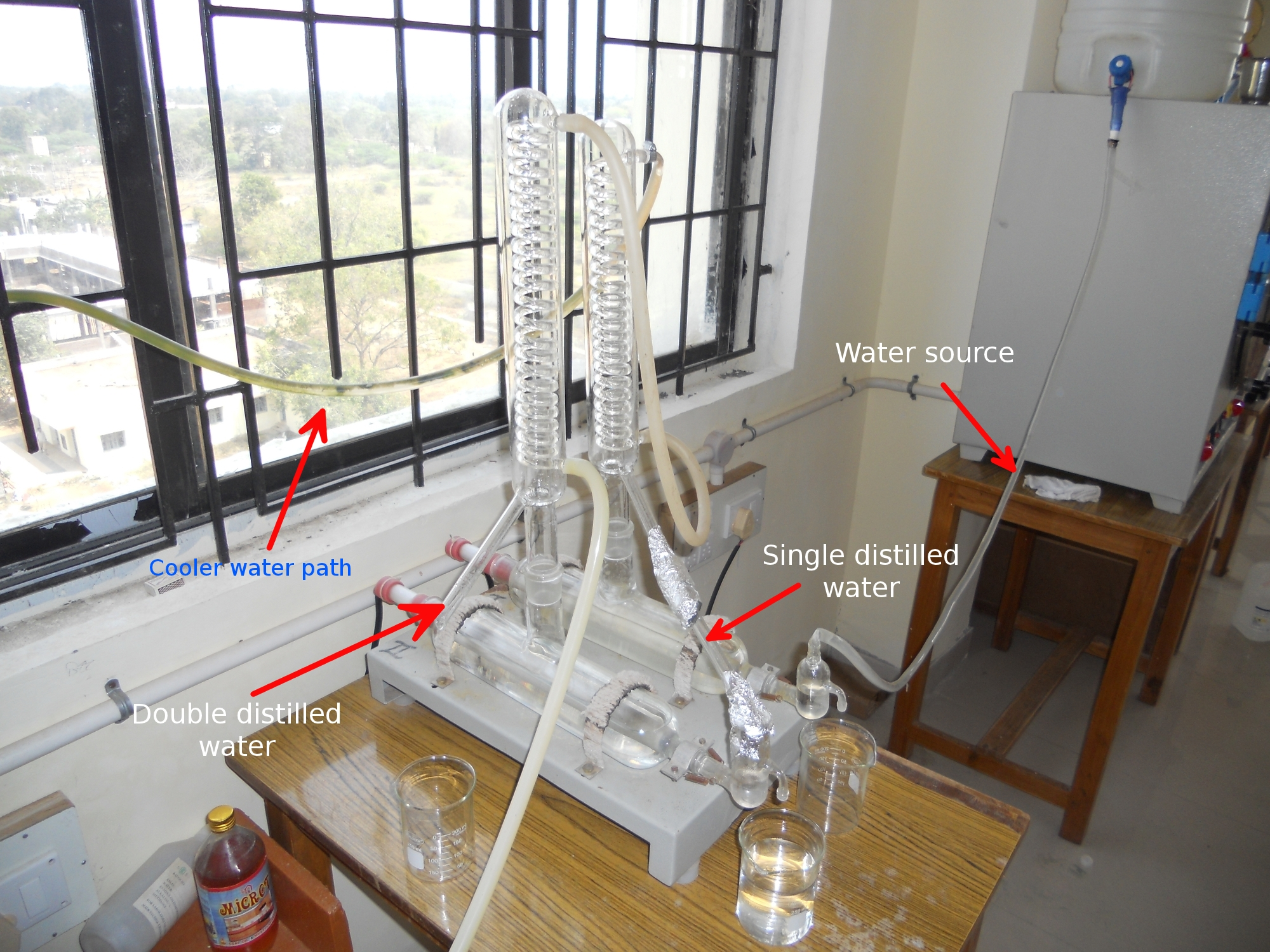
O instalație de distilare a apei folosită în laborator

### Osmoză inversă
Prin intermediul osmozei inverse (OI) se obține apa distilată cea mai pură.

### Deionizare
Electrodeionizarea (EDI) are la bază procesul de electrodializă.

## Utilizări
În laboratoarele chimice și biologice, dar și la nivel industrial, sunt folosite variante mai ieftine ale apei distilate, precum apa deionizată. În cazul în care acestea nu sunt destul de pure, se folosește apa distilată în schimb.